# Carlos Christian Nielsen
Carlos Christian Nielsen (General Roca, 14 de junio de 1912-2 de septiembre de 1979) fue un político  argentino, perteneciente a la Unión Cívica Radical del Pueblo (UCRP), que ocupó el cargo de Intendente de Gral. Roca y posteriormente de Gobernador de Río Negro, entre el 12 de octubre de 1963 y 28 de junio de 1966, cuando fue depuesto por la Revolución Argentina.

## Biografía
Era oriundo de General Roca y se desempeñaba como viajante de comercio y representaba a empresas de la zona del Alto Valle del Río Negro y Buenos Aires. Se encontraba casado con Lulia María Selfenl.
Entre 1958 y 1960 fue presidente del Concejo Deliberante de su ciudad. Resultó elegido por la Unión Cívica Radical del Pueblo en las elecciones de 1963, con el 22.23% de los votos superando por cerca de cuatro puntos al candidato de la Unión Cívica Radical Intransigente, Francisco Muñoz.
Durante su gestión se creó el actual escudo de la provincia de Río Negro, cuando se realizó un llamado a concurso en 1966. Este escudo cayó en desuso a pocos meses, a consecuencia del gobierno militar que estableció otro que se utilizó hasta el 2009, cuando el mismo fue restablecido. También se sancionó el Estatuto Provincial Docente, que definía la organización del sistema escolar provincial.